# Nivacija
Nivacija je proces izmenjavanja zamrzovanja in taljenja, s pomočjo katerega se zapadli sneg spremeni v ledeno gmoto ali Névé, od tod izraz nivacija. Izraz ledenik se uporablja samo, ko se nakopiči toliko ledu, da se le-ta začne premikati. 
Nivacija pomeni danes različne podprocese, povezane z zaplatami snega, ki so lahko nepremične ali občasne. Ti podprocesi lahko vključujejo erozijo ali zametke erozije, preperevanje, tokove staljene vode izpod snežne zaplate itd.
Pod zaplato snega delujeta učinka zmrzalnega preperevanja (izmenjavanje zamrzovanja in taljenja) in morda kemičnega preperevanja. Prepereli delci se premikajo po pobočju navzdol s pomočjo vode, ki priteče izpod staljenega snega, ter s pomočjo soliflukcije. Skozi čas zaradi tega nastajajo nivacijske kotanje, ki se ob istih procesih povečujejo in so lahko začetek nastajanja krnice. 